# Octodecágono
Em geometria, octodecágono é um polígono de 18 lados.

Octadecágono regular

## Propriedades de um octodecágono
- Número de diagonais: 135
- Soma dos ângulos internos: 2880°

### Propriedades de um octodecágono regular
- Ângulo interno: 160°